# Куннилингус
Куннили́нгус (лат. cunnus — наружные женские половые органы + лат. lingo — лизать; синонимы — кумбитма́ка, ку́ни, ламби́тус, ланье́т) — форма орального секса, при котором сексуальное возбуждение женщины достигается путём воздействия на наружные половые органы губами, языком или зубами.

## Техника
Как и всё, что касается сексуальной жизни, техники куннилингуса и впечатления о них очень сильно различаются.
Клитор является самой эротически чувствительной частью тела практически у всех женщин, но может быть не очень чувствителен к нежной стимуляции, особенно на ранних стадиях возбуждения. Шир Хайт отмечает, что большинство женщин легко достигают оргазма от стимуляции клитора при куннилингусе. Некоторые учебники по сексу рекомендуют начинать с медленных и нежных ласк половых губ и всей области гениталий. Для этого можно использовать кончик, переднюю или нижнюю часть языка, а также нос, подбородок и губы. Движения могут быть медленными или быстрыми, постоянными или хаотичными, жесткими или мягкими, в зависимости от предпочтений партнёров. Также можно вводить напряжённый или подвижный язык в вагину.
Куннилингус может сопровождаться введением пальцев или эротических игрушек в вагину, что позволяет одновременно стимулировать точку G, или в анус.

## Медицинский аспект
Во время куннилингуса могут передаваться возбудители различных инфекционных и венерических заболеваний, таких как сифилис, гепатит, герпес и другие. Для предохранения от заболеваний могут использоваться латексные салфетки.

## Куннилингус у животных
Куннилингус у летучих лисиц входит в типичную сексуальную активность и начинает, а также завершает спаривание. Он важен, так как возбуждает самку, и чем дольше предварительные ласки, тем дольше половой акт. По мнению биологов под руководством Маримуту Ганапати из университета индийского города Мадурай, самцы могут таким образом удалять из тела самки сперматозоиды, оставленные прошлыми сексуальными партнёрами. Однако посткоитальные ласки значительно длиннее предварительных, и их практический смысл остаётся малопонятным, так как самцы рискуют удалить и собственные сперматозоиды.

## Куннилингус в истории и культуре
- Китайская императрица У Цзэтянь династии Тан ввела в придворный этикет обычай для того, чтобы возвысить женщину и унизить мужчину. Так как фелляция была символом мужского превосходства, она ввела для придворных обязанность, благодаря которой «облизывание тычинок лотоса» было вознесено до высокого уровня, символизируя пришествие эры женского превосходства. Она заставляла всех чиновников и сановных особ выказывать особое уважение к Её Императорскому Величеству посредством куннилингуса[6].
- Среди известных мужчин, отдававших свои симпатии этой сексуальной практике, — знаменитый дирижёр Артуро Тосканини (что отражено в опубликованной в недавнее время его переписке с разными женщинами); по утверждению Тосканини, он был знаком со старой крестьянкой, рассказывавшей ему, что и у Джузеппе Верди были те же склонности[7].
- Среди деятелей современной русской культуры, опрошенных на тему куннилингуса в 2013 году веб-журналом «Молоко и мёд», своё одобрение этой сексуальной практике высказали художник-акционист Александр Шабуров, журналист Иван Засурский, поэты Елена Фанайлова и Дмитрий Кузьмин (последний, правда, отметил, что предпочитает заниматься куннилингусом с транс-мужчинами)[8].
- В 1814 году японский художник Кацусика Хокусай опубликовал гравюру «Сон жены рыбака», на которой изображён осьминог, делающий куннилингус женщине. Гравюра получила большую известность во всём мире и на протяжении столетий[9].
- Куннилингус описан в русской народной сказке «По-собачьи», записанной А. Н. Афанасьевым и изданной в сборнике «Народные сказки не для печати» в 1872 году.
- Описывается в стихотворении «Горшок» (1902) выдающегося русского поэта Валерия Брюсова.
- В фильмах непорнографического характера куннилингус встречается, в частности, в фильме «9 песен».